# Vrede van Crépy

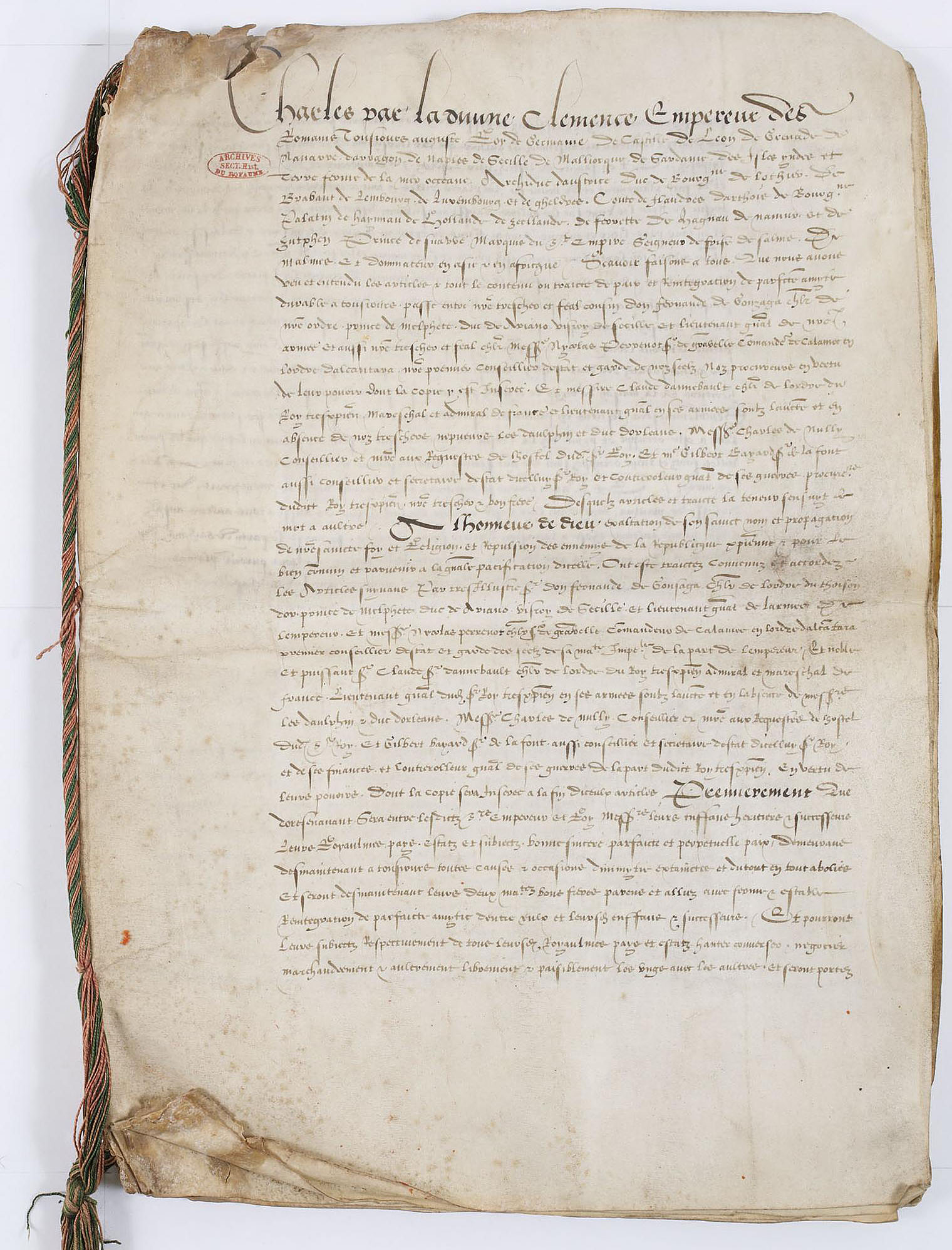
Bekrachtiging van het verdrag door Karel V

De Vrede van Crépy werd gesloten op 18 september 1544 in Crépy tussen koning Frans I van Frankrijk en de Habsburgse keizer Karel V. Het verdrag kwam tot stand tijdens de Italiaanse Oorlog (1542-1546), waarin keizerlijke troepen tot op 70 km van Parijs waren genaderd, en was dus voordelig voor Karel V. Zijn bondgenoot Hendrik VIII van Engeland bleef buiten de vrede en bleef in staat van oorlog met Frankrijk tot het Verdrag van Ardres in 1546.

## Inhoud
Het verdrag, bemiddeld door hertog Frans I van Lotharingen, bevatte de volgende bepalingen:
- Het koninkrijk Frankrijk deed afstand van alle aanspraken op het koninkrijk Napels en op de Habsburgse Nederlanden (Vlaanderen en Artesië).
- Wederzijdse teruggave van veroverde gebieden, zijnde voor Frankrijk onder meer terugtrekking uit Landrecies en uit de ingenomen delen van het hertogdom Milaan.
- De Franco-Ottomaanse alliantie werd beëindigd en Frans I beloofde deel te nemen aan een nieuwe kruistocht.
- De Franse koningszoon Karel II van Orléans zou een Habsburgs huwelijk sluiten met bijhorende territoria: ofwel met Maria van Spanje en als bruidsschat de Nederlanden, ofwel met Anna van Oostenrijk en Milaan. De keizer zou binnen de vier maanden de keuze bepalen en de investituur zou binnen het jaar plaatsgrijpen. Daarna diende Frans I het hertogdom Savoye (met Piëmont) te evacueren.

De volgende dag werd nog een geheim artikel overeengekomen waarin Frans I militaire steun toezegde voor de strijd tegen de lutheranen in Duitsland. Troepen van lutherse vorsten hadden deelgenomen aan de keizerlijke invasie van Frankrijk, maar Karel meende dat hij nu in een positie was om deze ongemakkelijke verstandhouding te beëindigen.
Alleen Frankrijk moest gijzelaars leveren om de naleving van het verdrag te garanderen. 

## Uitvoering
Er was veel Franse weerstand tegen de Vrede van Crépy, in het bijzonder in het kamp van de dauphin Hendrik, die zijn aanspraken op Vlaanderen en Napels wilde handhaven en die niet was opgezet met de macht die zijn jongere broer Karel in het vooruitzicht werd gesteld. In de Nederlanden en in Milaan was er verzet tegen het zogenaamde 'Alternatief', omdat men geen dynastieke wissel wilde. Na lang wikken en wegen besliste de keizer, die spijt had dat hij dergelijke strategische gebieden zou verliezen, in februari 1545 dat hij Anna zou uithuwelijken en dus Milaan afstond. Een half jaar later – kort vóór de afgesproken deadline – overleed Karel van Orléans en was het probleem van de baan.
Na de Vrede van Crépy waren er geen vijandelijkheden meer tussen Karel V en Frans I, al begon de laatste tijdens de Schmalkaldische Oorlog troepen te mobiliseren om de lutherse vorsten bij te staan. Het belette ook niet dat de Italiaanse Oorlogen nog een nieuwe en laatste fase zouden kennen in 1551-1559.

## Voetnoten
1. ↑  Geoffrey Parker, Emperor. A New Life of Charles V, 2019, p. 305-306
2. ↑  Geoffrey Parker, Emperor. A New Life of Charles V, 2019, p. 311